# Liste der Vertriebenendenkmale in Kroatien
Diese Liste der Vertriebenendenkmale in Kroatien verzeichnet die Vertriebenendenkmale in Kroatien.

## Liste
- Valpovo (Walpach), Gedenkstätte auf dem Lagerfriedhof (2003). Darunter eine Gruft mit Gebeinen der im Lager ums Leben gekommenen Donauschwaben.
- Branjina (Kisfalud), Gedenktafel: „Den Toten unserer Heimat Branjina-Kisfalud. In Ehrfurcht gedenken wir den 27 Gefallenen und Vermissten 1939–1945, 22 auf der Flucht Verstorbenen 1944–1947, 81 in den verschiedenen Lagern Verstorbenen 1944–1948, 4 in der alten Heimat durch Erschießen 1944–1945. Wir Gedenken den Toten, die von uns gewusst, die gelichteten Reihen zeugen von hohen Verlust. Gott, nimm sie auf, nur Du kannst uns ewige Heimat schenken, und die Lebenden nach Deinem Ermessen lenken. Unsere röm.-kath. Kirche wurde 1858 erbaut und an Maria Heimsuchung geweiht. 1921 gehörten 824 und 1931 noch 704 Personen der röm.-kath. Kirche an. Der Heimatausschuss Branjina-Kisfalud, Deutschland, Juli 2004.“
- Krndija, Ehrenmal auf dem Gräberfeld in Krndija.